# Az ókori kínaiak földrajzi felfedezései
Az ókori kínaiak útjaikon akkor jutottak el a dél-ázsiai és közép-ázsiai országokba, amikor ott már magas kultúrájú államok létesültek, ezért azt nem mondhatjuk, hogy Indiát, Iránt, Mezopotámiát a Távol-Keletről a kínaiak fedezték fel, csupán azt, hogy saját kultúrájuk szemszögéből nézve megismerték ezeket a területeket.

## Felfedezések az i. e. 2. évszázad előtt
A Kínai Birodalom a Huangho (Sárga-folyó) medencéjében indult virágzásnak körülbelül i. e. 1500 körül. A kínaiak az időszámítás előtti első évezredben hol fegyveres erővel, hol magasabb kultúrájukkal győzték le a szomszéd népeket és a mérsékelt öv sivatagjaitól és szteppéitől a Jangce medencéjén át a déli trópusokig benépesítették Kelet-Ázsiát.
Az időszámítás előtt néhány évszázaddal elérték a Csendes-óceán melléktengereit, és a Sárga-tengeren felfedezték a Santung-, Liaotung- és Koreai-félszigetet, és tudomásuk volt a japán szigetekről is. Déli irányban feltárták a kelet-ázsiai partvidéket. Délnyugatra felfedezték a Dél-kínai-tengert és a Tonkini-öblöt, északkelet-Indokínát, a Vörös-folyó medencéjét, a Hajnan-szigetet és az Indokínai-félsziget keleti tenger menti sávját is. Az i. e. 2. században császári parancsra meghódították Vietnámot. Nyugaton a birodalom határait a Tibeti-fennsík északkeleti és keleti pereméig terjesztették ki az i. e. 3. században, azonban ennek előtte a területről a legfantasztikusabb elképzeléseik voltak.
Ugyanebben a században homályosan ismerték a Nagy-kínai-alföldtől és a Huangho nagy kanyarjától északra és elterülő vidéket annak ellenére, hogy éppen erről a vidékről fenyegette Kínát a nomádok betörése, akik elleni védekezésül kezdték el építeni a kínai nagy falat az i. e. 4. században. A falat kétszáz év alatt a Huanghótól a Sárga-tenger Liaotung-öbléig, valamint az Alasan-sivatag déli határáig hosszabbították meg. A fal átszelte az Ecin-Gol folyót és elvezetett a Pejsanmo és a Nansan-hegység közti átjáróig. Ahhoz, hogy egy ilyen nagy építkezést meg tudjanak valósítani, a vidék pontos földrajzi és térképészeti ismeretére is szükség volt.

## Felfedezések nyugaton

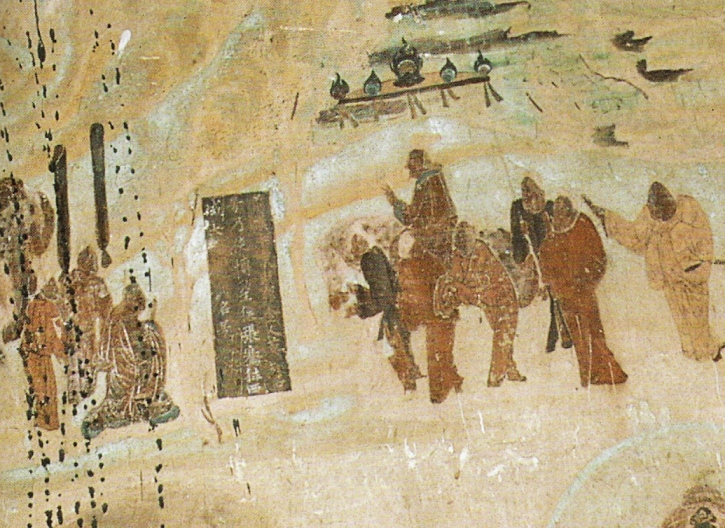
Csang Csien küldöttsége (festmény az egyik Mokao-barlangban)

I. e. 138-ban a császári testőrség egyik tisztje, Csang Csien megbízást kapott, hogy keresse meg nyugaton a kusánokat (jüecsik). A kusánok egy nomád nép voltak, akiket i. e. 206 körül a hsziungnu Mao-tun elűzött földjükről a Lop-nór medencéjébe, arra a területre, ami a keleti-Tien-san és a Tibeti-magasföld között fekszik. A hsziungnuk azonban innen is tovább űzték őket a közép-Tien-Sanon túlra, a Szir-darja és az Amu-darja közötti vidékre. Han Vu-ti kínai császár a jüecsiket azért akarta megkeresni, hogy szövetségre lépjen velük a hunok elleni harcban.
Csang Csien 100 embert kapott kísérőül a nehéz feladatra, mivel a kínaiak akkor még nem ismerték Közép-Ázsia földrajzát. Útitársai között volt Tang-ji is, aki hun származású volt, és Csang Csien barátja, vezetője és tolmácsa lett az úton. A csapat a kínai fővárosból indult, ami a Vejho alsó folyása mentén feküdt, majd átkeltek a Huanghón és északnyugat felé tartottak. A Nansan-hegység lábánál átmentek a Nagy Falon és a hunok fogságába estek. Itt jól bántak velük, Csang Csien egy hun lányt kapott feleségül és mintegy 10 évig élt a hunok között. Az itt töltött időt arra használta fel, hogy adatokat gyűjtsön. I. e. 128-ban Csang Csien feleségével, fiával és Tang-jivel megszökött, és nyugat felé tartva, egyik oázistól a másikig tartottak. Elérték a keleti-Tien-san lejtőit, ahonnan a nomád vuszunok birodalmán keresztül a központi-Tien-san hágóin át az Iszik-köl tó déli partjához érkeztek, ahol a vuszunok városa, Cseku állt. Innen továbbhaladva magashegységi hágókon keltek át és leereszkedtek a Ferganai-medencébe, és megérkeztek Kujsanba, a Tavan birodalom fővárosába.
Ezen a területen közelítette meg egymást, először a történelemben, a görögök és a kínaiak képviselője. Tavan uralkodója azt remélte, hogy Csang Csien segítségével kereskedelmi kapcsolatokat építhet ki Kínával, így vezetőt adott mellé, aki elkísérte a kangcsü törzshöz, akik nomád életmódot folytattak a Szir-Darja melletti sztyeppéken. A kangcsük segítettek Csang Csiennek abban, hogy megtalálja a kusánokat, akik tőlük délre, a Kizil-kum sivatag és az Amu-Darja között éltek, fő szállásuk neve Kusánia volt és a Zeravsan folyó völgyében feküdt. A vezér fia ezekben az időkben délre vezetett hadjáratot az Amu-Darján túlra, és meghódította a Görög-Baktriai Császárságot, mely amúgy is felbomlóban volt, és az Iráni-medence kelti részén terült el. A vezér fia ott is maradt, így Csang Csien utána ment. Megérkezésekor azonban tapasztalnia kellett, hogy a fiú nem is gondol a hunok elleni bosszúra, és elutasította a Kínával való szövetséget. Ennek ellenére Csang Csien egy évig a területen élt, és adatokat gyűjtött az általa Tahsziának nevezett országról. Meglepődésére közép-Kínából származó árukat, vásznat és bambuszbotokat talált, amiket a helyi kereskedők hoztak egy Sentu nevű, Tahsziától több ezer li-re délkeletre lévő indiai országból.
Csang Csien i. e. 127-ben elindult haza, Kínába. Északról kerülte meg a Pamírt, amit ő Sunglingnek, azaz Hagyma-hegységnek nevezett el. Feljegyezte, hogy a Pamír vízválasztó hegység, majd az Altaj-völgyön, Kasgaron és Jarkandon keresztül megérkezett Hotienbe (Hotanba). A Takla-Makán sivatag déli részén oázisról oázisra haladva jutott el a Lop-nór tó által vájt sík mélyedéshez. Amikor odaért, a tó vize sós volt, ezért Sós-tónak nevezte el. A helyi lakosok közlése alapján úgy vélte, hogy a tó néha eltűnik, és így arra a következtetésre jutott, hogy Jütijentől (Kerija) a folyók kelet felé haladnak, majd beleömlenek a Sós-tóba, a tó behatol a föld alá és délen a Sárga-folyó forrását alkotja, a Sárga-folyó pedig a középső császárságba, azaz Kínába folyik tovább. Ma már tudjuk, hogy ez a következtetés egy igen nagy földrajzi tévedés. Azonban azokban az időkben Csang Csien hibás vélekedése is haladást jelentett ahhoz az elképzeléshez képest, ami szerint a Sárga-folyó a kb. 1500 méter magas mesebeli Kunlun-hegységben ered.
A Lop-Nortól keletre Csang Csien ismét hunok fogságába esett, ahonnan egy év múlva tudott családjával és Tang-jival megszökni. I. e. 126-ban, indulása után 13 évvel ért vissza Kínába. Utazásai alatt összesen mintegy 25 000 li-t, azaz kb. 15 000 km-t tett meg. Először vitt hírt Kínába közép-Ázsia sztyeppéiről, a Pamírról, a Tien-Sanról, a Szir-Darjáról, az Amu-Darjáról, a Tarim-folyóról. Rámutatott, hogy van egy rövidebb, és szerinte veszélytelenebb út is Indiába, a közép-Jangce medencéjéből a Jünnani-fennsíkon keresztül. Vu Ti császár azonnal parancsba adta, hogy 4 követ induljon útnak Indiába, de ezek a követek nem érték el a célt. 500-1000 kilométer után visszafordultak, mert nem tudták leküzdeni a hegyi lakók ellenállását. A császár figyelme így újra az északi utakra terelődött, és Csang Csien i. e. 123-ban egy katonai különítmény vezéreként az első hunok elleni hadjáratban találta magát. A hadjárat sikeres volt, köszönhetően Csang Csien terepismeretének, így visszatérte után hercegi címet kapott.
A következő évben azonban vereséget szenvedtek a hunoktól, és ezért Csang Csient hibáztatták, ezért megfosztották hercegi címétől és halálra ítélték, azonban váltságdíjért szabadult és mint parasztember élt tovább. A császár ennek ellenére gyakran fordult hozzá tanácsért, és i. e. 106 körül 300 főnyi lovascsapat élén Csekuba küldte a vuszun vezéreknek szánt ajándékokkal. Ezen az úton sikerült rávennie a vuszunok vezérét arra, hogy szövetséget kössön Kínával. Csekuból közvetítőket küldött közép-Ázsia más uralkodóihoz is, valamint Indiába, így létesített Kína közvetlen kapcsolatot elő- és dél-Ázsia országaival. Csang Csien i. e. 105 körül tért vissza hazájába, és a következő évben meghalt.

## Nyugati kapcsolatok az időszámítás kezdetekor
Nagyrészt a Csang Csien által kitaposott útvonalon haladt a selyemút déli ága az i. e. 2. és az i. e. 1. század fordulóján, ami kelet-Kínából közép- és nyugat-Ázsia országaiba vezetett. Később ennek az útnak az északi ágát is felfedezték, ami átment a keleti-Tien-san északi lejtőin és az Ili-folyó völgyén át jutott ki a Balkas-menti sztyeppékre.
Indiával két kerülőúton tudtak kereskedni, mindkettő megkerülte a Tibeti-fennsíkot. A nyugati, Pamír melletti, ami északnyugat-Indiába, az Indus völgyébe vitt és a keleti, ami nyugat-Indokínába, az Iravádi völgyéhez vezetett. A nyugat felé haladást kétszáz éven át akadályozták az osztályellentétekből kialakult parasztlázadások.
Később, a Han-dinasztia idején, az 1. század közepén elpusztították a nagy faltól északra lévő hun törzsek egy részét, a század utolsó negyedében pedig nyugatra küldték Pan Csao hadvezért, Khotánba, aki több évig ott élt. Szövetséget kötött az ott élő törzsekkel, majd 91-94-ben leverte a hunokat ezeknek a törzseknek a segítségével. Ezután továbbhalad nyugat felé, átkelt az Amu-Darján és elérte Margiane városát (régebben Merv, a Murgab folyó alsó szakaszánál, a mai Türkmenisztánban).
Kínai évkönyvek szerint 97-ben Kan Jinget Pan Csao nyugatra küldte, aki eljutott a Nyugati-tengerig és vissza is tért. Kan Jing előtt senki nem ért el ilyen messzire, és elég jól leírta a terület éghajlati viszonyait is. Az évkönyvek szerint Kan Jing Tacsinbe, azaz a Római Birodalomba indult követként, de elérve a Nyugati-tenger szélét, a hajósok azt mondták neki, hogy a tenger igen nagy, jó széllel 3 hónap, gyenge széllel 2 év kell a megkerüléséhez, így Kan Jing feladta a tervét. Kan Jing olyan leírást adott a Nyugati-tengerről („oroszlánok, orrszarvúak, bölények, pávák, struccok élnek itt...”), ami alapján a „tenger ”a Perzsa-öböl lehetett, de az is lehet, hogy a terület leírásában délnyugat-Ázsia több tengerparti országának a leírása keveredik.

## Felfedezések Indiában a 4-7. században
A 4-5. század fordulóján is még Csang Csien útvonalát használták, ha Indiába akartak eljutni. 399-ben Fa-hszien buddhista szerzetes is ezen az úton érkezett északnyugat-Indiába, ahol több évet töltött el, haza azonban tengeri úton indult. A Gangesz torkolatában kelt útra és megfordult Ceylonon és Jáván, majd 414-ben ért vissza Kínába. Megírta a fennmaradt Fo-Kuo-Csi című könyvet (Feljegyzések a buddhista országokba való zarándoklásokról, magyarra Tőkei Ferenc fordította), amelyet több nyelvre lefordítottak és kommentárokkal láttak el.
A 6. században élt utazó, Hszüan-cang is zarándok volt. 16 évig, 629 és 645 között utazgatott, közép-Ázsiában majdnem megismételte Csang Csien útját. Átkelt a Hindukus-hegységen, a Haibár-hágón átkelt az Indushoz és átszelte a Pandzsábot keleti irányban. Észak-India minden országában megfordult, beleértve Bengáliát is, és elment az Indiai-félsziget tengerparti vidékeire is (kivéve a déli részt). Visszafelé az Indus folyását követve az Amu-darjához ment, majd onnan Kínába. Tapasztalatai alapján megírta a Feljegyzések Nyugat országairól című könyvét, amely nagyon népszerű olvasmány volt évszázadokon keresztül. A kora középkor történészei számára a mű közép-Ázsiára, és főleg Indiára vonatkozóan, az egyik legfontosabb forrásmunka. Utazásairól legendák is születtek, amiket a 16. században Vu Cseng-en író gyűjtötte össze, és egy Nyugati utazás című fantasztikus regényben dolgozott fel.
A 7. században, amikor a buddhizmus már meghonosodott a Tibeti-magasföldön, új utakat kellett keresni Indiába, így a század második felében a Kínával szövetséges tibeti hadsereg átkelt a Himalája hágóin és így ereszkedtek le a Gangesz síkságára. Az India és Kína közötti rendszeres összeköttetést tengeren oldották meg. 689-ben Ji-Csing zarándok egy kereskedelmi hajóval indult Indiába. Indokína és Melaka partjainál utazott Szumátráig és mai Palembangban töltött több hónapot. Ezután északra hajózott és a Malaka-szoroson át jutott ki az Indiai-óceánra. Átkelt a Bengáli-öblön és elérte a Gangesz deltáját.
Valószínű, hogy az időszámítás első évszázadaiban kereskedelmi hajók jutottak el a Fülöp-szigetekre és Indonéziába, a 9. és a 10. században pedig elhajóztak Ceylonba és kelet-Afrikáig is eljutottak.